# Chazz Palminteri

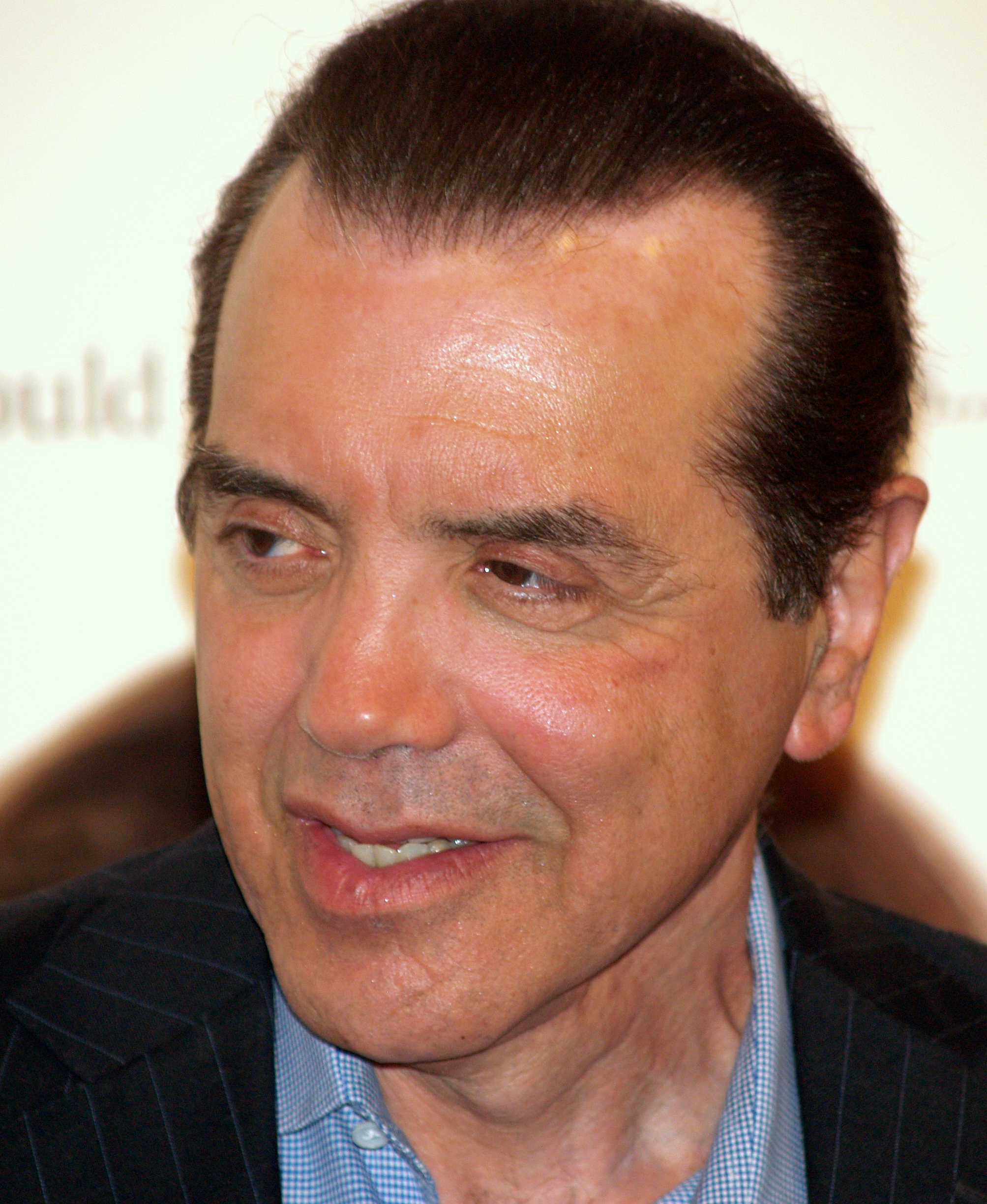
Chazz Palminteri 2008.

Chazz Palminteri, egentligen Calogero Lorenzo Palminteri, född 15 maj 1952 i New York, är en amerikansk skådespelare.
Palminteris största framgång hittills är en nominering till en Oscar för bästa biroll (Cheech) i Woody Allens film Kulregn över Broadway. För den svenska filmpubliken är Palminteri kanske bättre känd som mafioson Sonny i Robert de Niros regidebut I skuggan av Bronx.

## Filmografi i urval
- 2006 – A Guide to Recognizing Your Saints
- 2006 – Running Scared
- 2004 – Ängel i New York (även regi)
- 2002 – Poolhall Junkies
- 1999 – Stuart Little (röst)
- 1999 – Analysera mera
- 1996 – Faithful (även manus)
- 1995 – De misstänkta
- 1994 – Kulregn över Broadway
- 1994 – I skuggan av Bronx